# إزاحة المحرك

شوط لمحرك بأربع اسطوانات وتظهر ازاحة حجم المحرك باللون البرتقالي.

إزاحة المحرك  هي قياس حجم الأسطوانة الذي تجتاحه جميع مكابس المحرك باستثناء غرفة الاحتراق. يُسْتَخْدَم بشكل شائع كتعبير عن حجم المحرك وبالتالي كمؤشر فضفاض على القوة التي قد يكون المحرك قادرًا على إنتاجها وكمية الوقود التي يتوقع أن يستهلكها.
عادة ما يُعَبَّر عن الإزاحة باستخدام الوحدات المترية للسنتيمتر المكعب (سم مكعب أو سم 3 ، ما يعادل مليلتر) أو لتر (لتر أو ل) ، أو - على وجه الخصوص في الولايات المتحدة - بوصة مكعبة (CID ، cu in ، أو in3).